# Skærvindsel
Skærvindsel er et dansk kortspil, der formentlig stammer fra det bøhmiske spil scharwenzel. Spillet er kendt i Danmark fra omkring år 1800 og blev i 1800-tallet stavet scherwenzel. Skærvindsel spilles i dag mest i Jylland og staves derfor ofte sjervinsel, men var tidligere udbredt over hele landet. Skærvindsel var det første danske spil, hvor spilføreren kunne bestemme sin makker ved at kalde et es. Dette princip er siden overført til esmakker-whist.

## Formål
At få meldingen, vælge trumffarve, og herefter tage min. 4 stik alene eller sammen med en makker. Melderen bestemmer trumffarven (se dog meldingen Malør) og nævner et es, han vil have til makker. Esmakkeren skal spille esset første gang farven spilles.

## Kort
Skærvindsel blev tidligere spillet med 36 kort fra 6'ere til esser, men i dag spilles det normalt med kun 28 kort: 7'ere + 9'ere til esser og til tider med endnu færre kort. Der er 12 trumfer i de røde farver og 11 i de sorte. Trumfrækkefølgen er: klør D, 7, spar D, klør Kn, spar Kn, hjerter Kn og ruder Kn, E, K, (D), 10, 9.
De 7 højeste trumfer (fra klør D til og med ruder Kn) kaldes matadorer, når melderen og en evt. makker sidder med en ubrudt række (1-7) af disse trumfer fra toppen. Med f.eks. klør D, trumf 7, spar D, spar Kn og trumf E har melderen således 3 matadorer, mens han med trumf 7, spar D, klør Kn, spar Kn, hjerter Kn og ruder Kn ikke har nogle matadorer. 
Hvis modspillet har de tilsvarende trumfer, tales der ikke om matadorer.

## Meldinger
Forhånden melder først. Hver spiller har kun én melding. 
- Længdemelding: Melderen påtager sig – uanset meldingens størrelse – at tage min. 4 stik sammen med en makker. Der kan meldes fra 1 – 7, men den højst tilladte melding er det antal trumfer (inkl. faste trumfer), som melderen disponerer over, hvis denne farve bliver trumf. Trumffarven oplyses først, når meldeforløbet er slut.
- Bedre: Spil i klør, der slår den almindelige længdemelding i de 3 andre farver.
- Malør: En spiller med begge de to sorte damer kan melde malør til fx hjerter es. Det betyder at spilleren med esset bestemmer trumffarven. Meldingen svarer til halve i esmakker whist. Meldingen slår den almindelige længdemelding.

- Der findes et andet udtryk for "malør" som især bruges på landet: "A groser te' ru'er ess" dvs. malør til ruder es.
- Solo: Melderen påtager sig (uden makker) at tage mindst 4 af de 7 stik. Meldingen slår de øvrige meldinger.
- Solo kulør: Solo i klør. Den højeste melding.
- Tout: Makkerparret (eller spilføreren i en solo) skal tage alle stik. Kan meldes under spillet, men senest efter udspillet til andet stik.

- Der findes et andet udtryk for "tout": "at spille igennem" eller "en gennemspiller" – på (nord)jysk: "A spiller ijannem!".

## Spillet
Forhånden spiller ud til første stik, vinderen af stikket til det næste osv. Der skal bekendes kulør, men er man renonce kan man trumfe. Pga. den meget lange trumffarve er sidefarverne af mindre betydning.
Når et makkerpar (spilfører i solo) eller modspillet har taget 4 stik, er spillet slut (dog skal et evt. makkeres altid være spillet, før spillet er slut). Hvis der her er tale om de første 4 stik, er modparten "jan", hvilket koster ekstra. 
Det er således underordnet, om der f.eks. er meldt "2" eller "6". Der skal tages 4 stik, og når de 4 stik er taget, er spillet vundet (eller evt. tabt, hvis det er modspillet, der har fået de 4 stik).
- Dog skal alle 7 stik tages hvis der er meldt "tout" eller "en gennemspiller".

## Regnskab
De(n) tabende spiller(e) betaler til de(n) vindende spiller(e) efter følgende regler og takster.
For vundet spil betales 2 jetons (eller 2 øre, som i gamle dage) og for jan betales yderligere 2 jetons. Betalingen fordobles, hvis klør er trumf. 
Endelig betales der 1 jeton for hver matador spilfører og evt. makker sidder med. Betalingen for matadorer fordobles ikke, hvis klør er trumf.
Det er uden betydning for betalingens størrelse, om matadorerne er spillet eller ej, når spillet er slut (når de 4 stik er taget).
Den højeste betaling for et vundet spil vil således være 15 jetons (øre) for en vundet klørmelding med ”7 matadorer, spil og jan”. 
Der betales dobbelt for ikke at vinde (vælte) et meldt spil. Modspillet får ikke betaling for evt. matadorer, de måtte sidde med.
Den største betaling for et tabt (væltet) spil vil være 16 jetons for en klørmelding, hvor modspillet tager de første 4 stik – ”spil og jan”. I solo kan det således blive til 3 x16=48 jetons for en tabende spiller.